# Красный котельщик
ПАО "Красный котельщик» (официальное наименование — Публичное акционерное общество «Таганрогский котлостроительный завод „Красный котельщик“») — крупное российское предприятие в Таганроге. Основным направлением работы предприятия является производство котельного оборудования для электростанций и генерирующих объектов промышленности.
Предприятие является одним из крупнейших в России и Европе производителей паровых котлов, котельного, теплообменного, водоподготовительного и вспомогательного оборудования, котлов-утилизаторов. Около 60 % мощностей ТЭЦ России оснащено котельным и 90 % теплообменным оборудованием производства ТКЗ «Красный котельщик».

## История завода
Завод основан в 1896 году русско-бельгийским обществом и носил название «Котельный завод Альберт Невъ, Вильде и Ко» при самом деятельном участии Альберта Нева. В те годы на нём изготавливались различные клепаные конструкции: железнодорожные мосты, механизмы для нефтяной промышленности, оборудование для шахт и доменных печей, паровые котлы. В первый год на заводе работало 150 человек. 15 марта 1918 года Таганрогский котельный завод был национализирован.
Постановлением ВСНХ № 306/256 от 18 сентября 1922 года таганрогский Котельный завод одновременно с Русско-Балтийским заводом с ноября 1922 года был передан в ведение Южного машиностроительного треста.
С 1922 по 1925 год завод находился на частичной консервации.
В 1925 году был переименован в Госзавод «Красный котельщик» имени товарища Смирнова.
В 1941 году, во время войны, котельное производство было перебазировано в Подольск.
Носило имя 60-летия СССР.
2010-е годы
В 2011 году «Красный котельщик» избавился от одного из своих непрофильных активов, дворца культуры «Фестивальный», безвозмездно передав его муниципалитету Таганрога.
В ноябре 2013 года стало известно о намерении собственников предприятия выставить на продажу принадлежащий заводу дворец спорта. Причиной, побудившей собственников принять это решение, называли высокую арендную плату за землю и размер ежемесячных коммунальных платежей. Здание оценивалось примерно в 100 млн рублей.
В декабре 2013 года стало известно о планах завода сократить 500 человек «в связи с недостатком заказов».

## Численность сотрудников
| Год       | 1896 | 1948 | 2002 | 2012 | 2015 | 2016 | 2019 |
| Тенденция | ▲    | ▲    | ▼    | ▼    | ▼    | ▼    | ▼    |
| Кол-во    | 150  | 3278 | 6118 | 4366 | 3000 | 2500 | 2500 |

## Собственники и руководство
В 2005 году завод вошёл в машиностроительную компанию «ЭМАльянс».
В феврале 2012 года была заключена сделка по приобретению 100-процентного пакета акций компании «ЭМАльянс» ОАО «Силовые машины».

## Директорат завода
- с 2024 года —  М.Б. Клугман
- с 2019 года — А. Б. Тараканов[12]
- 2018—2019 — А. М. Усманов[13]
- 2016—2018 — А. Н. Попов[14]
- 2014—2016 — А. Н. Андрианов[15]
- 2013—2014 — И. Е. Субботин[16]
- 2013 — А. Н. Шкарупа
- 2012—2013 — С. С. Торопов[11]
- 2011—2012 — А. Н. Шкарупа[17]
- 2008—2011 — Л. В. Дзигуа
- 2007—2008 — В. П. Бартеньев
- 200?—2007 — В. И. Юндин
- 1987—2001 — Г. И. Левченко
- 1975—1986 — А. А. Паршин
- 1961—1975 — Г. И. Чернов
- 1940—1951 — С. П. Казин
- 1935—19?? — Б. Д. Хабенский[4]
- 1896—19?? — Г. И. Пузанов

## Деятельность
Завод выпускает следующую продукцию:
- энергетические паровые котлы к турбинам широкого диапазона мощности,
- теплообменное оборудование,
- водоподготовительное оборудование,
- энергетическую арматуру для тепловых электростанций,
- барабаны и сосуды различного назначения,
- котлы для промышленной энергетики и отопительных установок,
- котлы-утилизаторы для блоков мощностью до 300 МВт.

В 2007 году объём выпуска товарной продукции составил 3,972 млрд руб., чистая прибыль — 650 млн руб., EBITDA — 650 млн руб.